# Wassili Jakowlewitsch Tschitschagow

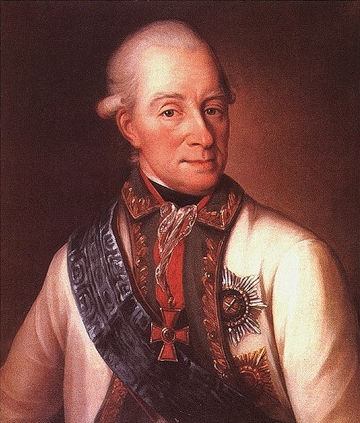
Wassili Tschitschagow

Wassili Jakowlewitsch Tschitschagow (russisch Василий Яковлевич Чичагов, wiss. Transliteration Vasilij Jakovlevič Čičagov; * 28. Februarjul. / 11. März 1726greg.; † 4.jul. / 16. April 1809greg. in Sankt Petersburg) war ein russischer Admiral und Polarforscher. Sein Sohn Pawel Wassiljewitsch Tschitschagow war ebenfalls Admiral.
Wassili Tschitschagow unternahm als Kapitän der russischen Flotte in den Jahren 1765 und 1766 zwei Expeditionen in die Arktis, die das Ziel hatten, einen Weg über den Nordpol nach Ostasien zu finden. Am 20. Mai 1765 segelte Tschitschagow mit drei Schiffen und 178 Mann Besatzung, darunter mehr als 20 Pomoren, nach den Instruktionen des einen Monat zuvor verstorbenen Michail Wassiljewitsch Lomonossow nach Spitzbergen, wo eine von Michail Stepanowitsch Nemtinow geleitete Vorexpedition im Bellsund bereits eine kleine Siedlung aus zehn Bauernhäusern und einem Badehaus errichtet hatte. Die Eisverhältnisse waren schwierig, so dass Tschitschagows Schiffe sich der Siedlung nur bis auf sieben Kilometer nähern konnten. Am 3. August erreichte das Geschwader im Norden von Spitzbergen eine Breite von 80° 26′ Nord. Kompaktes Eis zwang Tschitschagow zur Umkehr. Am 31. August trafen die Schiffe in Archangelsk ein. In seiner Auffassung, dass eine Schiffsreise über den Nordpol nicht machbar sei, wurde er von Franz Ulrich Theodor Aepinus, Mitglied der Kaiserlich-Russischen Akademie der Wissenschaften, bestärkt. Trotzdem wiederholte Tschitschagow seinen Versuch auf Befehl der Admiralität im darauffolgenden Jahr. Wieder konnte er die Basis im Bellsund zunächst nicht erreichen, wo inzwischen acht der fünfzehn überwinternden Männer am Skorbut gestorben waren. Im Kampf gegen das Eis erreichte Tschitschagow am 28. Juli 1766 80° 30′ Nord und musste dann aufgeben. Auf dem Rückweg nahmen die Schiffe die Männer im Bellsund auf und waren am 21. September wieder in Archangelsk.
Von 1773 bis 1775 war Tschitschagow Befehlshaber der Don-Flottille. Während des Schwedisch-Russischen Krieges wurde er Oberbefehlshaber der Baltischen Flotte. Er besiegte die Schweden 1789 vor der schwedischen Insel Öland und am 2. Mai 1790 erneut in der Schlacht bei Reval sowie am 27. Mai bei der Bucht von Wyborg.
Tschitschagow wurde für seine Verdienste zum Admiral befördert, außerdem wurde die Tschitschagow-Insel in Alaska nach ihm benannt.